# Faris Kavaz
Faris Kavaz (* 21. Juni 2006) ist ein österreichischer Fußballspieler.

## Karriere

### Verein
Kavaz begann seine Karriere beim FC Stadlau. Zur Saison 2012/13 wechselte er in die Jugend des First Vienna FC. Nach neun Jahren bei der Vienna schloss er sich zur Saison 2021/22 der Kapfenberger SV an. Dort spielte er unter anderem zweimal für die vierte Mannschaft der KSV in der 1. Klasse. Zur Saison 2022/23 wechselte er in die Akademie des FC Admira Wacker Mödling.
Bereits zur Saison 2023/24 kehrte er aber wieder nach Kapfenberg zurück, wo er künftig im neu geschaffenen NWZ spielen sollte. Im August 2023 debütierte er zudem für die Amateure der Steirer in der fünftklassigen Oberliga. Im Jänner 2024 rückte er in den Profikader des Zweitligisten, kam aber bis Saisonende nie zum Einsatz. Im Februar 2025 debütierte er schließlich in der 2. Liga, als er am 17. Spieltag der Saison 2024/25 gegen den Floridsdorfer AC in der 80. Minute für Luca Hassler eingewechselt wurde.

### Nationalmannschaft
Kavaz spielte im April 2022 einmal für die österreichische U-16-Auswahl.